# Levchenko (Krasnodar)
Levchenko (del ruso: Левченко) es un jútor del raión de Korenovsk del krai de Krasnodar, en Rusia. Está situado en la orilla izquierda del río Kirpili, 17 km al suroeste de Korenovsk y 44 km al nordeste de Krasnodar, la capital del krai. Tenía 162 habitantes en 2010.
Pertenece al municipio Platnírovskoye.

## Transporte
Por la localidad pasa la carretera federal M4 Don.